# Catedral de Nuestra Señora (Créteil)
La catedral de Nuestra Señora de Créteil o simplemente catedral de Créteil (en francés: Cathédrale Notre-Dame de Créteil) es una catedral católica en Créteil, Francia. Es la sede del obispado de Créteil, creado en 1966.
La catedral actual fue anteriormente una iglesia parroquial abierta el 18 de junio de 1976 que se convirtió en la catedral en 1987. Modesta, como era el deseo de las autoridades eclesiásticas de la época, se encuentra entre el distrito de Montaigut y la Université Paris XII Val-de -Marne.
Antes de la consagración del actual edificio, la catedral de la diócesis era la iglesia de San Luis y San Nicolás en Choisy-le-Roi.
El 19 y 20 de junio de 2010 se anunció un proyecto (el "Projet Créteil Cathédrale +") para transformar el actual y modesto edificio de la catedral en un espacio más acogedor, más luminoso y más visible de la presencia de la Iglesia en Val-de-Marne .
El permiso de la Santa Sede fue obtenido, y el proyecto se estableció para finalizar en 2013.